# چوآسیدن شاه
چوآسیدن شاه (به انگلیسی: Choa Saidanshah) یک شهر در پاکستان است که در ناحیه چکوال واقع شده‌است. چوآسیدن شاه ۶۷۶ متر بالاتر از سطح دریا واقع شده‌است. این شهر منسوب به بزرگ سخی سیدن شاه شیرازی است.